# Aventure de Catherine C.
Aventure de Catherine C. és una pel·lícula francesa-italià dirigida per Pierre Beuchot i estrenada el 1990. Adapta el díptic romàntic de Pierre Jean Jouve, Aventure de Catherine Crachat que reuneix dues novel·les: Hécate (1928) i Vagadu (1931)

## Sinopsi
Les errades sentimentals de l'actriu Catherine Crachat que arrossega la seva misèria entre França i Àustria després de tenir amants d'ambdós sexes, alguns dels quals s'han suïcidat per ella.

## Repartiment
- Fanny Ardant : Catherine C.
- Hanna Schygulla : Fanny Hohenstein
- Robin Renucci : Pierre Indemini
- André Wilms : Leuwen
- Marilú Marini : Marguerite

## Recepció
Fou exhibida com a part de la secció oficial al Festival Internacional de Cinema de Sant Sebastià 1990, on fou mal acollida per la crítica.